# Janusz Krzymiński
Janusz Ryszard Krzymiński (ur. 29 kwietnia 1932 w Inowrocławiu) – polski poeta, autor audycji radiowych oraz scenarzysta filmowy.
Studiował historię sztuki na Uniwersytecie Wrocławskim. Debiutował jako poeta na łamach Polskiego Radia w 1955 roku. Mieszka w Szczecinie od 1947 r., gdzie egzaminem maturalnym w 1952 r. ukończył II LO („Pobożniak”). Studiował w Wyższej Szkole Ekonomicznej w Szczecinie i historię na Wydziale Filozoficzno-Historycznym Uniwersytetu Wrocławskiego. Od 11 kwietnia 2011 roku jest sekretarzem oddziału Związku Literatów Polskich w Szczecinie.

## Odznaczenia
- Złoty Krzyż Zasługi – 2005[1]

## Twórczość poetycka i prozatorska
- Szczecin literacki (antologia twórców szczecińskich)
- Smak moreli - 1961
- Rocznik Kultury i Sztuki (współautor) - 1965
- Antologia wierszy o ziemi szczecińskiej - 1978
- Gaismas pilna pilseta (antologia twórców szczecińskich w jęz. łotewskim) - 1979
- List w butelce - 1985
- Wiersze i poematy o Ziemi Szczecińskiej (antologia twórców szczecińskich) - 1994
- W palcach wiatru. Wybór wierszy - 2012